# Fiñana
Fiñana – gmina w Hiszpanii, w prowincji Almería, w Andaluzji, o powierzchni 133,96 km². W 2011 roku gmina liczyła 2367 mieszkańców.